# Elecciones legislativas de Argentina de 1892
Las elecciones legislativas de Argentina de 1892 se realizaron entre febrero y abril del mencionado año para renovar la mitad de la Cámara de Diputados, cámara baja del Congreso de la Nación Argentina.

## Bancas a elegir
| Provincia           | Fecha                 | Bancas | A elegir |
| ------------------- | --------------------- | ------ | -------- |
| Buenos Aires        | 7 de febrero de 1892  | 16     | 7        |
| Capital Federal     | 7 de febrero de 1892  | 9      | 5        |
| Catamarca           | 24 de febrero de 1892 | 4      | 1        |
| Córdoba             | 7 de febrero de 1892  | 11     | 8        |
| Corrientes          | 7 de febrero de 1892  | 6      | 3        |
| Entre Ríos          | 7 de febrero de 1892  | 7      | 1        |
| Jujuy               | 7 de febrero de 1892  | 2      | 1        |
| La Rioja            | 7 de febrero de 1892  | 2      | 1        |
| Mendoza             | 10 de abril de 1892   | 3      | 1        |
| Salta               | 7 de febrero de 1892  | 4      | 2        |
| San Juan            | 7 de febrero de 1892  | 3      | 2        |
| San Luis            | 14 de febrero de 1892 | 3      | 3        |
| Santa Fe            | 7 de febrero de 1892  | 4      | 2        |
| Santiago del Estero | 7 de febrero de 1892  | 7      | 3        |
| Tucumán             | 7 de febrero de 1892  | 5      | 2        |
| Total               | Total                 | 86     | 42       |

## Resultados por provincia
| Provincia           | Candidato                                 | Votos  |
| ------------------- | ----------------------------------------- | ------ |
| Buenos Aires        | Juan N. Acuña                             | 24.035 |
| Buenos Aires        | Vicente Villamayor (PAN)                  | 24.035 |
| Buenos Aires        | Eugenio F. Abella (PAN)                   | 24.035 |
| Buenos Aires        | Rufino Varela Ortiz (PAN)                 | 24.035 |
| Buenos Aires        | Luis García (PAN)                         | 24.035 |
| Buenos Aires        | Marcelino Ugarte (PAN)                    | 24.034 |
| Buenos Aires        | Julián Martínez (h) (PAN)                 | 23.987 |
| Buenos Aires        | Carlos Salas                              | 299    |
| Buenos Aires        | Ceferino Araujo                           | 299    |
| Buenos Aires        | Guillermo Udaondo                         | 299    |
| Buenos Aires        | Emilio Frers                              | 299    |
| Buenos Aires        | José M. Gutiérrez                         | 299    |
| Buenos Aires        | Belisario Roldán                          | 299    |
| Buenos Aires        | Joaquín Viejobueno                        | 299    |
| Buenos Aires        | Mariano Demaría                           | 50     |
| Buenos Aires        | Hipólito Yrigoyen                         | 2      |
| Buenos Aires        | José Nicolás Matienzo                     | 1      |
| Buenos Aires        | Luis María Drago                          | 1      |
| Buenos Aires        | Rodolfo Rivarola                          | 1      |
| Buenos Aires        | Martín Bermejo                            | 1      |
| Buenos Aires        | Víctor M. Molina                          | 1      |
| Buenos Aires        | Norberto Piñero                           | 1      |
| Buenos Aires        | Domingo Demaría                           | 1      |
| Buenos Aires        | Antonio Vieytes                           | 1      |
| Buenos Aires        | Jorge Arguerich                           | 1      |
| Buenos Aires        | Delfor del Valle                          | 1      |
| Buenos Aires        | Silvestre Oliva                           | 1      |
| Buenos Aires        | José Dibur                                | 1      |
| Buenos Aires        | Rodolfo Mitre                             | 1      |
| Buenos Aires        | Ramón L. Falcón                           | 1      |
| Buenos Aires        | Alejandro Calvo                           | 1      |
| Buenos Aires        | Juan Carlos Belgrano                      | 1      |
| Buenos Aires        | Martín Alzaga                             | 1      |
| Buenos Aires        | Daniel C. Navarro                         | 1      |
| Buenos Aires        | Julio Figueroa                            | 1      |
| Buenos Aires        | Carlos Estrada                            | 1      |
| Buenos Aires        | Julio Sáenz Peña                          | 1      |
| Buenos Aires        | Manuel Obarrio                            | 1      |
| Buenos Aires        | José A. Ayerza                            | 1      |
| Buenos Aires        | Juan S. Fernández                         | 1      |
| Capital Federal     | Francisco Alcobendas (UCN)                | 7.415  |
| Capital Federal     | Antonio Bermejo (UCN)                     | 7.398  |
| Capital Federal     | Guillermo Torres (UCN)                    | 7.387  |
| Capital Federal     | Manuel J. Campos (UCN)                    | 7.360  |
| Capital Federal     | Justino Obligado (UCN)                    | 7.349  |
| Capital Federal     | Joaquín Castellanos                       | 5.956  |
| Capital Federal     | Ángel Ferreyra Cortés                     | 5.937  |
| Capital Federal     | Francisco A. Barroetaveña                 | 5.924  |
| Capital Federal     | Oscar Liliedal                            | 5.920  |
| Capital Federal     | Tomás García                              | 5.848  |
| Catamarca           | Juan José Ibáñez                          | 2.407  |
| Córdoba             | Gerónimo Amuchástegui                     | 6.830  |
| Córdoba             | Donaciano del Campillo                    | 6.828  |
| Córdoba             | José Figueroa Alcorta                     | 6.828  |
| Córdoba             | Laureano A. Pizarro                       | 6.828  |
| Córdoba             | Ramón T. Figueroa                         | 6.827  |
| Córdoba             | Tomás Soaje                               | 6.827  |
| Córdoba             | Tristán M. Almada                         | 6.826  |
| Córdoba             | Jacinto R. Ríos                           | 6.826  |
| Córdoba             | Avelino Vieyra                            | 1      |
| Córdoba             | Zenón Garzón                              | 1      |
| Córdoba             | Augusto López                             | 1      |
| Córdoba             | Heraclio Roman                            | 1      |
| Córdoba             | José Garzón                               | 1      |
| Córdoba             | Manuel Sarsfield Escobar                  | 1      |
| Córdoba             | Lucio Capdevila                           | 1      |
| Corrientes          | Delfino Pacheco                           | 11.356 |
| Corrientes          | Félix María Gómez                         | 11.355 |
| Corrientes          | Justino Solari                            | 7.787  |
| Corrientes          | Juan V. Lalanne                           | 3.567  |
| Corrientes          | Antonio Ramayo                            | 1      |
| Corrientes          | J. Delio Martínez                         | 1      |
| Corrientes          | Ramón A. Parera                           | 1      |
| Corrientes          | José Miguel Guastavino                    | 1      |
| Corrientes          | Lisandro Segovia                          | 1      |
| Corrientes          | Valentín Virasoro                         | 1      |
| Entre Ríos          | Enrique Berduc (PAN)                      | 5.222  |
| Entre Ríos          | Juan José Franco                          | 636    |
| Entre Ríos          | Miguel Laurencena                         | 1      |
| Entre Ríos          | Cipriano de Urquiza                       | 1      |
| Entre Ríos          | Carlos Blanco                             | 1      |
| Entre Ríos          | Ricardo Paggi                             | 1      |
| Jujuy               | Ernesto Claros                            | 1.983  |
| La Rioja            | Joaquín Víctor González (PAN)             | 1.132  |
| La Rioja            | Julio San Román                           | 7      |
| La Rioja            | Adolfo E. Dávila                          | 2      |
| La Rioja            | Arcadio de la Colina                      | 1      |
| Mendoza             | Agustín Álvarez (PAN)                     | 1.525  |
| Mendoza             | Pedro Ortiz                               | 474    |
| Mendoza             | Ricardo Day                               | 351    |
| Mendoza             | Néstor A. P[...]                          | 1      |
| Salta               | Indalecio Gómez (Unión Católica)          | 6.608  |
| Salta               | José Antonio Chavarría (PAN)              | 6.591  |
| Salta               | Julio Figueroa                            | 1.555  |
| Salta               | Ricardo Araoz                             | 1.505  |
| Salta               | Gregorio Romero                           | 1      |
| Salta               | Ramón Peralta                             | 1      |
| Salta               | N. Carmelos                               | 1      |
| San Juan            | Manuel A. Maurín (PAN)                    | 3.451  |
| San Juan            | Dalmiro Balaguer                          | 3.451  |
| San Juan            | Manuel José Zavalla                       | 1      |
| San Juan            | Isidro Quiroga                            | 1      |
| San Juan            | Crisóstomo Albarracín                     | 1      |
| San Juan            | Domingo Morón                             | 1      |
| San Luis            | Víctor S. Guiñazú (PAN Mendocista)        | 2.895  |
| San Luis            | Benigno Rodríguez Jurado (PAN Mendocista) | 2.895  |
| San Luis            | Mauricio P. Daract (UCN Mendocista)       | 2.895  |
| San Luis            | Eleodoro Lobos                            | 823    |
| San Luis            | Marcial Gigena                            | 823    |
| San Luis            | Eulalio Astudillo                         | 823    |
| Santa Fe            | Eliseo M. Videla (PAN Gálvez)             | 11.410 |
| Santa Fe            | Manuel Gálvez                             | 11.410 |
| Santiago del Estero | Adolfo Ruiz                               | 5.808  |
| Santiago del Estero | Remigio Carol                             | 5.808  |
| Santiago del Estero | Jesús Fernández                           | 5.798  |
| Santiago del Estero | Atanasio Rodríguez                        | 8      |
| Santiago del Estero | Maximio Ruiz                              | 2      |
| Santiago del Estero | Absalón Rojas                             | 2      |
| Santiago del Estero | Octavio A. Sosa                           | 2      |
| Santiago del Estero | Benjamín Zavalía                          | 1      |
| Santiago del Estero | Domingo Meriles                           | 1      |
| Tucumán             | José Antonio García (PAN)                 | 6.142  |
| Tucumán             | Pedro Alurralde (h) (PAN)                 | 4.648  |
| Tucumán             | Abraham Medina                            | 1.518  |
| Tucumán             | Próspero García (h)                       | 9      |
| Tucumán             | Alejo Valdez                              | 3      |
| Tucumán             | Demingo del Campo                         | 2      |
| Tucumán             | Ramón F. Torres                           | 2      |
| Tucumán             | José D. Frías                             | 2      |
| Tucumán             | Carlos Bouquet Roldán                     | 1      |
| Tucumán             | Servando Viaña                            | 1      |
| Tucumán             | Miguel J. Luna                            | 1      |
| Tucumán             | Luis Beaufrère                            | 1      |
| Tucumán             | José E. Cainzo                            | 1      |

1. ↑  Renunció el 23 de enero de 1895, lo reemplaza Miguel G. Morel en una elección especial el 24 de marzo de 1895.
2. ↑  Renunció el 20 de julio de 1894, lo reemplaza Martín M. Torino en una elección especial el 3 de febrero de 1895.
3. ↑  Renunció el 9 de mayo de 1895, lo reemplaza Gaspar Ferrer en una elección especial el 26 de mayo de 1895.
4. ↑  Renunció el 31 de agosto de 1893, lo reemplaza José Cortés Funes en 1894.
5. ↑  Falleció el 1 de agosto de 1892, lo reemplaza Ángel S. Ávalos en 1894.
6. ↑  Asumió como vicegobernador de Santa Fe el 18 de febrero de 1894, lo reemplaza José Ignacio Llobet en 1894.

## Elecciones parciales
| Provincia | Fecha                 | Candidato            | Votos |
| --------- | --------------------- | -------------------- | ----- |
| Córdoba   | 26 de febrero de 1893 | Julio Correa         | 3.915 |
| Córdoba   | 26 de febrero de 1893 | Avelino Vieyra       | 3     |
| Córdoba   | 26 de febrero de 1893 | Ponciano Vivanco     | 1     |
| Santa Fe  | 14 de mayo de 1893    | José García González | 6.856 |

1. ↑  Electo para completar el mandato de Jacinto R. Ríos (1892-1896). Elección anulada por la Cámara de Diputados, lo reemplaza Ángel S. Ávalos en 1894.
2. ↑  Electo para completar el mandato de Dámaso Centeno (1890-1894).